# بيرخم
بيرخم (Berchem) هي مقاطعة في مدينة أنتويرب البلجيكية تقع في الإقليم الفلامندي في مقاطعة أنتفيرب.

## أعلام
- كونستانت يواسيم
- جون لانغينوس
- بيتر فان دن بيغن
- ستين سمولدرز
- فيرديناند أدامز

## وصلات خارجية
- Berchem District Official Webpage
- Greater Antwerp Official Webpage